# Vuk Mitošević
Vuk Mitošević (Вук Митошевић, sinh 12 tháng 2 năm 1991, ở Novi Sad) là một cầu thủ bóng đá Serbia thi đấu cho câu lạc bộ srFK Javor Ivanjica.